# Zinkwand
Zinkwand är ett berg i Österrike. Det ligger i den centrala delen av landet, 230 km sydväst om huvudstaden Wien. Zinkwand ligger 2 442 meter över havet. Närmaste större samhälle är Schladming, 14 km norr om Zinkwand. 